# 相伴到黎明
《相伴到黎明》是SMG长三角之声的一檔午夜談話廣播節目。

## 簡介
《相伴到黎明》由原上海東方廣播電台開播於1992年10月，每週六日，從零點到凌晨三點的直播中，接聽、解答聽眾的困擾。
2010年3月21日起，東方廣播電台随着上海广播电视台的改革而正式改版为东方都市广播，该频率依旧在AM792/FM89.9播出。相伴到黎明节目週一至週三由張靜主持，週五週六周日由葉沙主持（其中週六是子夜書社）。
2011年，都市792频率再次改版，相伴到黎明播出时间改为每天的23点到次日凌晨4点（周四晚只播出到24点，周五的0点到5点为设备维护）。其中23点至1点为直播时段，1点为小说连播，2点为音乐。周三、五和六的晚上由叶沙主持（周六晚为读书节目子夜书社），周日至周二由张静主持。
2020年10月28日东方都市广播改版为长三角之声后，本节目获得保留，目前的播出时间为周一至周五21:00-23:00，此外还设有《相伴到黎明·夜读时间》，播出时间为23:00至翌日2:00。

## 外部連結
1. http://www.smg.cn/review/channel/channel_17/index.shtml （页面存档备份，存于）
2. https://web.archive.org/web/20161117035938/http://www.eastradio.com/

1. ↑  . export.shobserver.com.   [2025-08-12].